# Carlos Nascimento (treinador)
Carlos de Oliveira Nascimento (Rio de Janeiro, 3 de janeiro de 1904 — Rio de Janeiro, 24 de fevereiro de 1979), mais conhecido por Carlos Nascimento foi um treinador brasileiro que treinou o Brasil para a Copa Roca de 1939.